# Ebbe Tønder
Ebbe Holger Valdemar Tønder (17. september 1836 i København – 22. november 1921) var en dansk officer og kammerherre.
Han var søn af etatsråd A.N.C. Tønder og hustru født Adler, blev kadet 1853, sekondløjtnant 1855, tog dyrlægeeksamen 1862 og deltog i den 2. Slesvigske Krig 1864. Tønder blev så premierløjtnant 1867, adjudant hos generalinspektøren for rytteriet 1872, ritmester 1876, stabschef hos generalinspektøren for rytteriet 1879, oberstløjtnant 1885, oberst 1892 og formand i Remontekommissionen 1895. Han fik afsked fra Hæren 1898.
Ebbe Tønder sad i bestyrelsen for De danske Krigsinvaliders Selskab og for Foreningen til understøttelse af Dannebrogsridderes Efterladte. Han var Kommandør af 1. grad af Dannebrogordenen, Dannebrogsmand og bar Jernkroneordenen.
Han var gift med Marie Johanne født Toft (død 1902).
Tønder boede på Pennehavegård ved Rungsted.